# Rio del Gozzi

Les rio del Gozzi est un canal de Venise dans le sestiere de Cannaregio en Italie.

## Origine

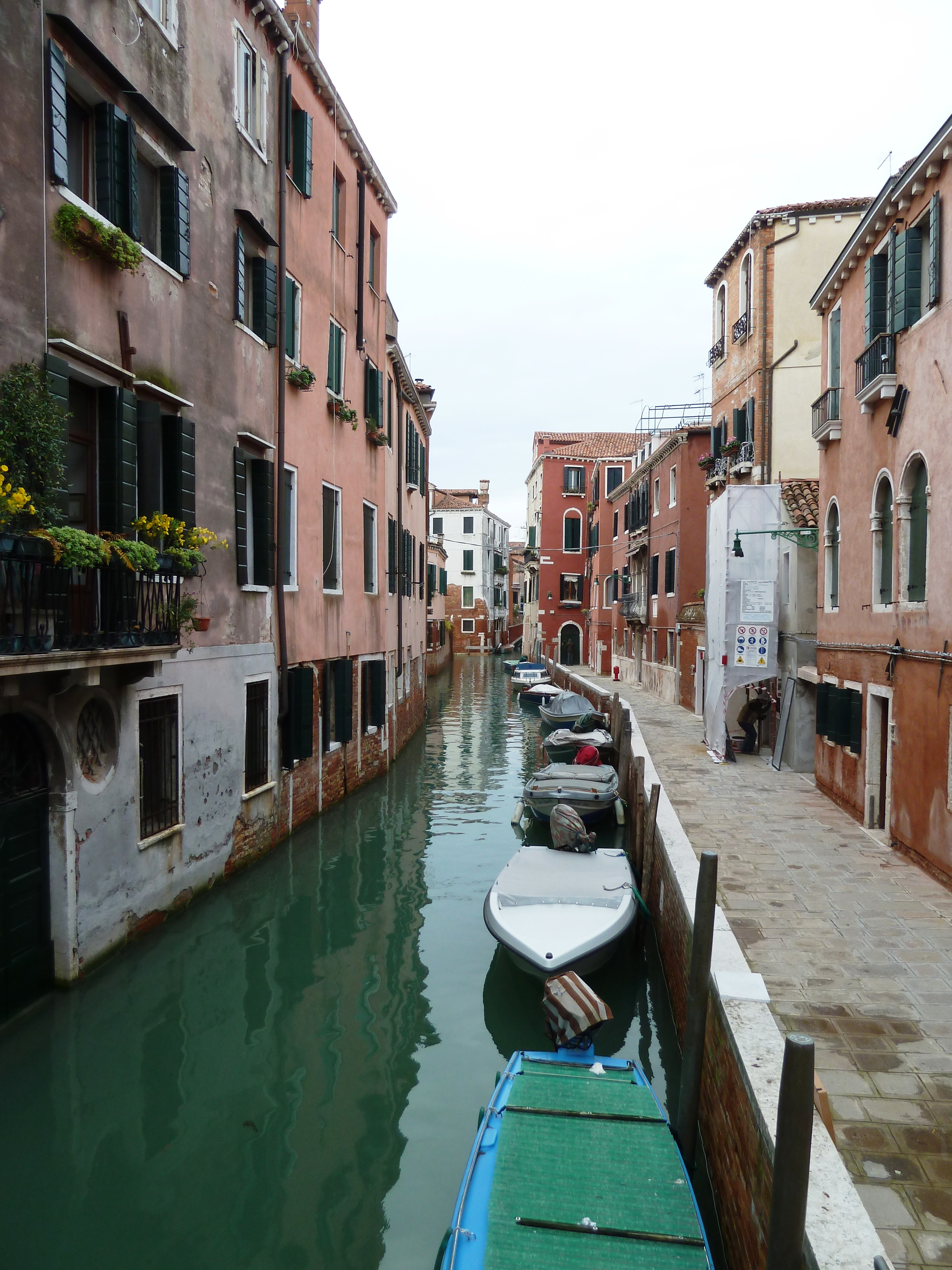
Le rio en direction ouest

Les Gozzi furent une famille noble de Bergame venue à Venise au XVIe siècle et dont Alberto Gozzi devint patricien en 1546. Ils achetèrent en 1638 aux Contarini le palais construit à l'origine par les Dolce sur ce rio près du ponte dei Sartori. Il passa après leur extinction en 1698 et une vente d'usufruit par l'héritière Andriana Donà en 1725 aux Seriman, qui le tint pendant un bon siècle. Il est actuellement siège d'un institut scolaire privé.

## Description
Le rio del Gozzi a une longueur de 163 m.
Le canal de quatre à neuf mètres de large coule comme une extension orientale du rio de Sant'Andrea d'ouest en est du rio de l'Acqua Dolce au rio dei Santi Apostoli et sépare la plus petite île de Sartori au nord de la plus grande l'île de Santi Apostoli au sud. Environ à mi-chemin, le pont Ponte dei Sartori relie les deux îles.

## Situation
- Ce rio longe le Fondamenta dei Sartori.
- Ce canal longe :
  - le palais Contarini Seriman.

## Ponts
Ce canal est traversé par le ponte dei Sartori reliant la salizada Seriman à la Salizada del Spezier

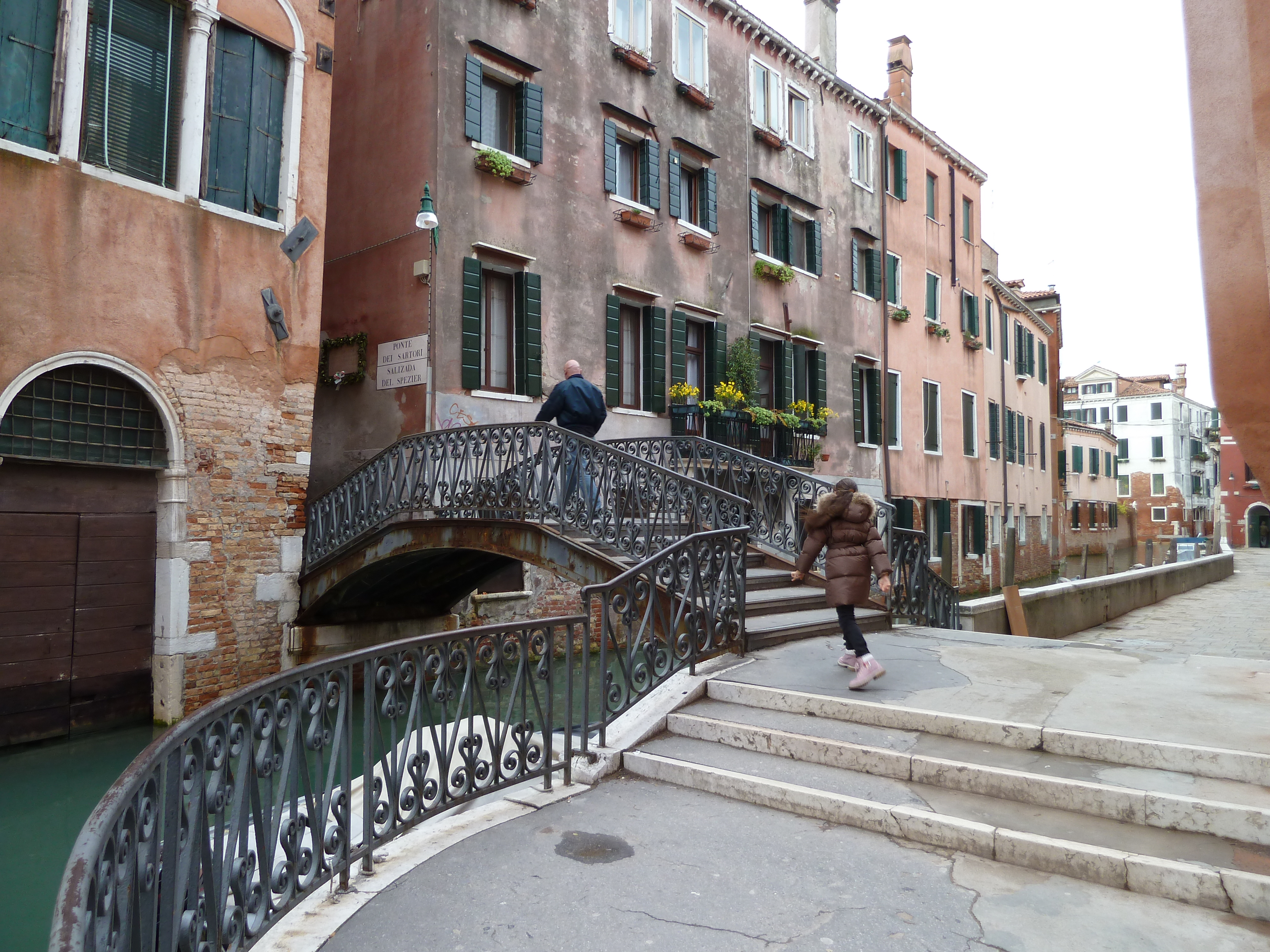
le ponte dei Sartori